# Lepanthes pseudomucronata
Lepanthes pseudomucronata là một loài thực vật có hoa trong họ Lan. Loài này được L.Jost & Luer mô tả khoa học đầu tiên năm 2005.